# Roy O'Bannon
Roy O'Bannon (født Wyatt Earp) er en fiktiv amerikansk lovløs fra Det Vilde Vesten, der optræder i filmene Shanghai Noon fra 2000 og Shanghai Knights fra 2003.
Roy O'Bannon kommer fra Nevada, USA. Han er ikke en særlig god lovløs, og er det kun på grund af pigerne og pengene. Han anvender konstant ord eller sætninger, der ikke bruges i normale westernhistorier. Hans bedste ven, er den tidligere kinesiske imperiel livgarde Chon Wang, som han kalder John Wayne. Han er mere kendt under pseudonymet Sage MacAllister, for at have skrevet den populære bog "Roy O'Bannon mod mumien" fra 1885.
I filmene har han blondt hår, blå øjne og en slank krop på cirka 180 centimeter.
I filmene bliver han spillet af skuespilleren Owen Wilson.

## Shanghai Noon
Første gang Roy O'Bannon bliver introduceret (i året 1881) i Shanghai Noon, er han leder af "Roy O'Bannon Banden", der også består af western-slynglerne Blue, Vasquez og det nye medlem Wallace. O'Bannon er intelligensmæssigt de andre langt overlegne og opgiver at forklare slagplanen, da de en dag vælger at kapre et tog i Nevada. Godt nok er Roy en togrøver, men han stjæler aldrig fra damer eller dræber folk. På toget går det op for ham, at det nye medlem fra Texas er skingrende sindssyg, efter manden skyder en gammel kinesisk herre, fra det kinesiske imperie. Herrens nevø Chon Wang, der er en kinesisk imperiel livgarde, finder kort tid efter, sin onkel død og beslutter, at hævne sig på banditterne. Da Roy når ind i togets sikkerhedsrum, og antænder dynamitstænger på pengeboksens lås, går det hele galt da Wang, placerer dem på væggen bagved. Væggen bliver sprunget, og boksen flyver ud. Da Roy og de andre opdager det, bliver Roy sat i et dårligt rampelys af bandemedlemmerne og specielt Wallace. Da de begynder, at jagte livgarden på toget, får Wang besejret Blue og Vasquez, men de to andre er for vel bevæbnede og Chons eneste valg er at koble vognene fra hinanden og flygte med lokomotivet. Efterfulgt overtager Wallace banden fra O'Bannon på grund af hans bommert, og de efterlader ham gravet ned i ørkensandet, kun med hovedet over jordens overflade, efterladt til de sultne gribbe.
Kort tid efter finder Chon Wang, Roy begravet i sandet, og fortæller, at han fortjener at dø på grund af mordet på hans onkel. Roy undskylder og forklarer at det var Wallace og ikke hans skyld. Mod at hjælpe Roy fra fra graven, fortæller Roy, Wang vejen til Carson City. Chon sætter to spisepinde i Roys mund og fortæller, han skal grave. De føler ikke de kan stole på hinanden og derfor giver Roy gav ham en "dårlig vejvisning" (forkert vejvisning) og sender Wang over et stort bjerg, med en masse farer og forhindringer. Det lykkedes mirakuløst Roy at slippe fra med de sølle spisepinder og i en bar inde i byen finder Roy Wang på og sammen starter de i vrede et slagsmål, der ender med et stort slagsmål i hele baren. De bliver smidt i fængsel, og efter de flygter (takket være Chons nye kone, han blev gift med i en indfødt stamme på sin afvej), beslutter de, at blive venner og danner et partnerskab. Chon fortæller Roy, om en prinsesse ved navn Pei-Pei, der er blevet kidnappet fra Den Forbudte By og O'Bannon bliver lidt motiveret af at høre, at masser af den kinesiske kejsers guld bliver udvekslet som løsepenge for prinsessen. Men Chon forsikrer om at kidnapperen Lo Fong, der nuværende driver en ulovlig kinesisk slavelejr er er farlig mand og engang selv forlod Den Forbudte By, for at anvende sine kampevner til det onde og bliver anset som forræder af kineserne. De træner begge hårdt til at konfrontere deres fjender, og Roy lærer Chon, hvordan man ridder på en hest og hvordan man skyder med en revolver – altså hvordan man bliver en ægte cowboy.
Da Roy sammen med sine nye partner ankommer til Carson City den følgende dag, finder de plakater med dusører på deres navne. 500 dollars (samme tal som dén, der var på Billy the Kid) på Roy O'Bannon og 1000 dollars på Shanghai-Kid (Chon Wang). Hurtigt finder de dem selv i en duel med Lo Fongs allierede feltmarskal Nathan Van Cleef og hans grumme håndlangere. Van Cleef udfordrer Roy til en gammeldags pistolduel, og Chon må alene tage sig af de andre. Roy er for nervøs til at duellere, og efter Wang har taget sig af håndlangerne med sine kung-fu-teknikker, redder han Roy fra at blive dræbt og sammen undslipper de kun med nød og næppe. De finder et skjulested – eller mere nøjagtigt et bordel – som Roy er kendt på. Wang synes stedet er mere eller mindre til grin, men Roy får tvunget ham op på et badeværelse hvor, de kommer til at ligge i hver deres badekar og begynder at lege komiske drikkelege. Samme aften bliver de begge i fulde tilstande opdaget af Van Cleef og bliver igen arresteret. De finder ud af, at Lo Fong er i ledtog med Van Cleef. Wang får klippet sin hestehale (kendt som en queue eller bianzi) af, personligt af Lo Fong, så han mister sin ære, og aldrig mere kan returnere til Kina. Van Cleef får arrangeret en åben hængning dagen derpå og på trods af, de er tæt på at blive hængt undslipper de endnu en gang, igen delvist takket være Chon Wang's indfødte kone.
Den næste dag tager de to partnere til stedet hvor løsesummen udveksles, en kirke ude omkring ingenting. Tre andre kinesiske livgarder kommer med guldet (Wang blev separeret fra dem ved togrøveriet), og Lo Fong har prinsessen under kontrol. Sagen bliver dog kompliceret, da O'Bannon pludselig affyrer skud mod Lo Fong, og Wang konfronterer de andre livgarder omkring hans kejserlige pligter (siden prinsessen ikke ønsker at tage tilbage til Kina, men vagterne har ordrer til at føre hende tilbage). Ligesom O'Bannon affyrer Van Cleef skud tilbage med to pistoler, han tog fra Roy ved den sidste arrest. Som kineserne kæmper med hinanden (inklusive Lo Fong) fører Van Cleef og O'Bannon en intens skudduel, ved at være dækket af hver deres søjle. Da Roy pludselig løber tør får patroner, på nær én, forslår han desperat at hans farlige modstander og ham skal lave "sudden deathmatch", det vil sige at de efter en tre sekunders nedtælling skal stå direkte overfor hinanden og skyde med kun én kulge i pistolen. Van Cleff tager imod tilbuddet, men snyder ved at fylde sin pistol med patroner, dog lykkedes det alligevel O'Bannon på mirakuløst vis at gennembore Van Cleef med ét skud. Samtidig bliver Lo Fong også dræbt. Han bliver hængt i kirkens klokkereb efter en fælleskamp med Chon og prinsessen. De kejserlige vagter beslutter, at de vil lade prinsessen få sin vilje og de lader derfor Pei-Pei blive.
Efter den anstrengende konflikt er afsluttet, møder Wallace og hans bande også op ved kirken og kræver at Roy og Wang (eller Shanghai-kid som han blev kaldt) kommer ud af kirken og kæmper som mænd. Men da de kommer ud af kirken for at stå ansigt til ansigt med Wallace, er hele pladsen uden for kirken, omringet af de indfødte, der efter Chons mærkelige ægteskab er på hans side. Banden må derfor give op, og da Wallace tilbyder O'Bannon om at blive leder for banden igen, fortæller Roy, der er en fængselscelle i vente for Wallace og hans slæng. I slutningen af filmen er Roy og Wang vist som sheriffer og venter på det næste togrøveri. Roy og Faldende Blade (den indfødte pige, Chon var blevet gift med) kysser også lidenskabeligt hinanden ved en kinesisk kulturel udstilling, mens Pei-Pei holder Chons hånd, som hans nye kone.